# Arthur William Hill
Arthur William Hill, född 11 oktober 1875 i Watford, död 3 november 1941 i Richmond, London, var en brittisk botaniker som var föreståndare för Royal Botanic Gardens, Kew.
Arthur William var den ende sonen till affärsmannen Daniel Hill och påbörjade sin utbildning vid Marlborough College 1890, där han fick ett intresse för studier i naturhistoria av sin lärare entomologen Edward Meyrick. Han fortsatte därefter 1894 vid King's College, Cambridge under Henry Marshall Ward och Walter Gardiner och avlade Bachelor of Arts 1897, Master of Arts 1901 samt Doctor of Science 1919.
Han deltog i William Bisikers expedition till Island 1900 och företog en självfinansierad resa till Anderna i Bolivia och Peru 1903 (vilket tände ett intresse för kuddväxter som kom att vara livet ut).
1907 lämnade Hill Cambridge och tog en post som biträdande föreståndare för Kew Gardens under David Prain, där han utvecklade trädgårdens världsomspännande nätverk av medarbetare, och när Prain avgick 1922 tog han över posten som föreståndare. Hill nöjde sig inte med att studera växterna i herbarier, utan föredrog att studera dem i fält. Han kom härigenom (speciellt efter bidrag från Empire Marketing Board från 1927 till 1933 som befrämjade resandet för Kew Gardens personal) att besöka framför allt en stor del av det Brittiska imperiet: Västindien 1912 och 1919, Kamerun och Nigeria 1921, USA och Kanada 1926, Australien, Nya Zeeland, Java, Malaya och Ceylon 1927, södra och östra Afrika 1930-1931, Indien 1938 samt, slutligen, Libyen 1939, förutom att han ofta besökte olika platser i Europa.
Hill blev invald som Fellow of the Royal Society 1920 samt utnämndes 1926 till "companion" och därefter 1931 till "knight commander" av Sankt Mikaels och Sankt Georgsorden. 
Han avled genom en ridolycka på Royal Mid-Surrey Golf Club i Old Deer Park, Richmond.
Auktorsnamnet A.W.Hill kan användas för Arthur William Hill i samband med ett vetenskapligt namn inom botaniken; se Wikipediaartiklar som länkar till auktorsnamnet.